# Canalul Suez
Canalul Suez (în arabă قناة السويس, transliterat: Qanā al-Suways), aflat la vest de Peninsula Sinai, este un canal de 193 km lungime, și lat de 300 m în cel mai îngust punct. Este situat în Egipt, între orașele Port Said (Būr Sa'īd) la Marea Mediterană și Suez (al-Suways) la Marea Roșie.
Canalul permite trecerea în ambele direcții a navelor între Europa și Asia, fără să mai fie necesară înconjurarea Africii pe la vest. Înainte de deschiderea canalului în 1869, bunurile erau uneori transportate între Marea Mediterană și Marea Roșie pe pământ.
Canalul e format din două părți, la nord și la sud de Marele Lac Amar, legând Marea Mediterană de Golful Suez la Marea Roșie.
A fost construit sub conducerea lui Ferdinand de Lesseps și inaugurat la 17 noiembrie 1869.

## Descriere

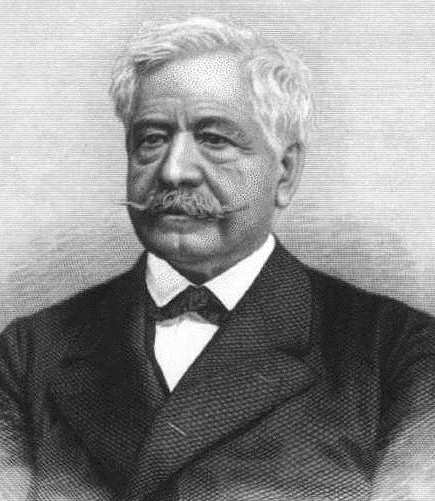
Ferdinand de Lesseps

Canalul Suez este mărginit de Port Said (31°16′N 32°19′E / 31.267°N 32.317°E) și Golful Suez (29°56′N 32°34′E / 29.933°N 32.567°E). Are o lungime totală de 193 km, iar lățimea sa, în cel mai îngust loc, este de 300 m.
Canalul nu are ecluze, deoarece nu există diferențe de nivel. Permite trecerea navelor cu deplasament de până la 150.000 de tone. Pot trece navele cu până la 16 m pescaj și există planuri de a mări acest pescaj la 22 m până în 2010, pentru a permite trecerea superpetrolierelor. Astăzi superpetrolierele pot descărca o parte din încărcătură în barje la un capăt al canalului, și o pot reîncărca la celălalt capăt. Există o singură bandă de navigație, cu mai multe locuri de depășire. De obicei, trei convoaie tranzitează canalul zilnic, două către sud și unul către nord. Trecerea durează între 11 și 16 ore, cu o viteză de circa 8 noduri. Viteza redusă previne erodarea malurilor canalului de valurile generate de nave.
Din 1980 s-a deschis un tunel (Tunelul Ahmed Hamdi) pe sub canal, și începând cu 1999, canalul este traversat de o linie de înaltă tensiune. O linie de cale ferată aflată pe malul de vest parcurge paralel întreaga sa lungime.
Volumul de trafic a atins, în 1991, aproximativ 18.300 parcurgeri ale canalului, cu un tonaj total de 426 milioane tone. Marcajul kilometric este în numere arabe și este poziționat pe malul vestic al canalului.
Regulamentul de trafic naval prin canal și în porturile sale este fixat de Autoritatea Navală a Canalului Suez. Aceste regulamente sunt aplicabile atât pentru navele de război, cât și pentru cele comerciale și civile. Zona canalului este port liber.

## Regulament

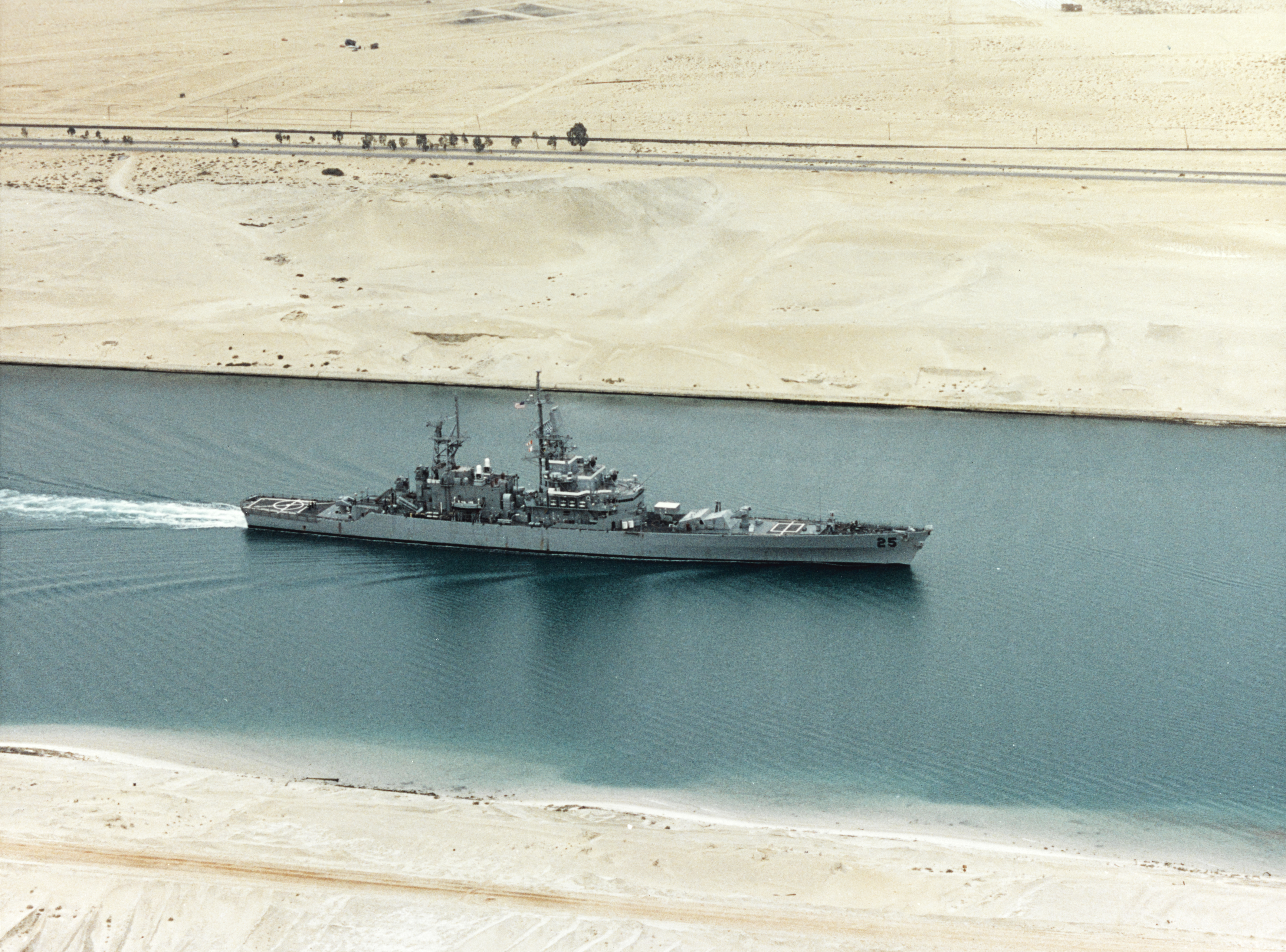
o navă de război americană în Canalul Suez

În general, tranzitarea canalului la primele ore ale zilei nu este posibilă.

### Dimensiuni permise
Navele cu lungime de cel mult 50 m pot tranzita canalul cu un pescaj de 18,9 m. Navele cu balast cu lungime mai mare de 74,67 m și pescaj de 9,75 m la provă și 11 m la pupa pot trece canalul doar în condiții de calm și vizibilitate, cu viteza vântului mai mică de 10 Nd.

### Intrări
În ce privește Port Said, toate navele care vin spre el trebuie să contacteze Oficiul Portuar al Canalului Suez. Navele care sosesc dispun de două locuri de ancorare:
1. zona N (de nord), pentru VLCC-uri și nave cu pescaj de peste 11,6 m;
2. zona S (de sud), pentru toate tipurile de nave.